# 御代田町
御代田町（みよたまち）は、長野県北佐久郡の町。町の北部には浅間山の裾野が広がる。

## 地理
長野県中東部に位置しており、リゾート地として有名な軽井沢町、観光地として有名な小諸市、県内有数の都市機能を持つ佐久市に囲まれた、立地の優れた自然豊かな町である。
町の中央部を南北に久保沢が流れており、町の中心部がその西側に、人口の多い西軽井沢エリアなどがその東側に位置している。また、しなの鉄道線が東西に横断し、並行して国道18号、南北に旧中山道が走る。上信越高原国立公園の区域に含まれる。
- 山：浅間山、前掛山、牙山、剣ヶ峰、平尾富士、森泉山
- 河川：湯川、濁川
- 湖沼：雪窓湖、湯川ダム湖

### 隣接する市町村

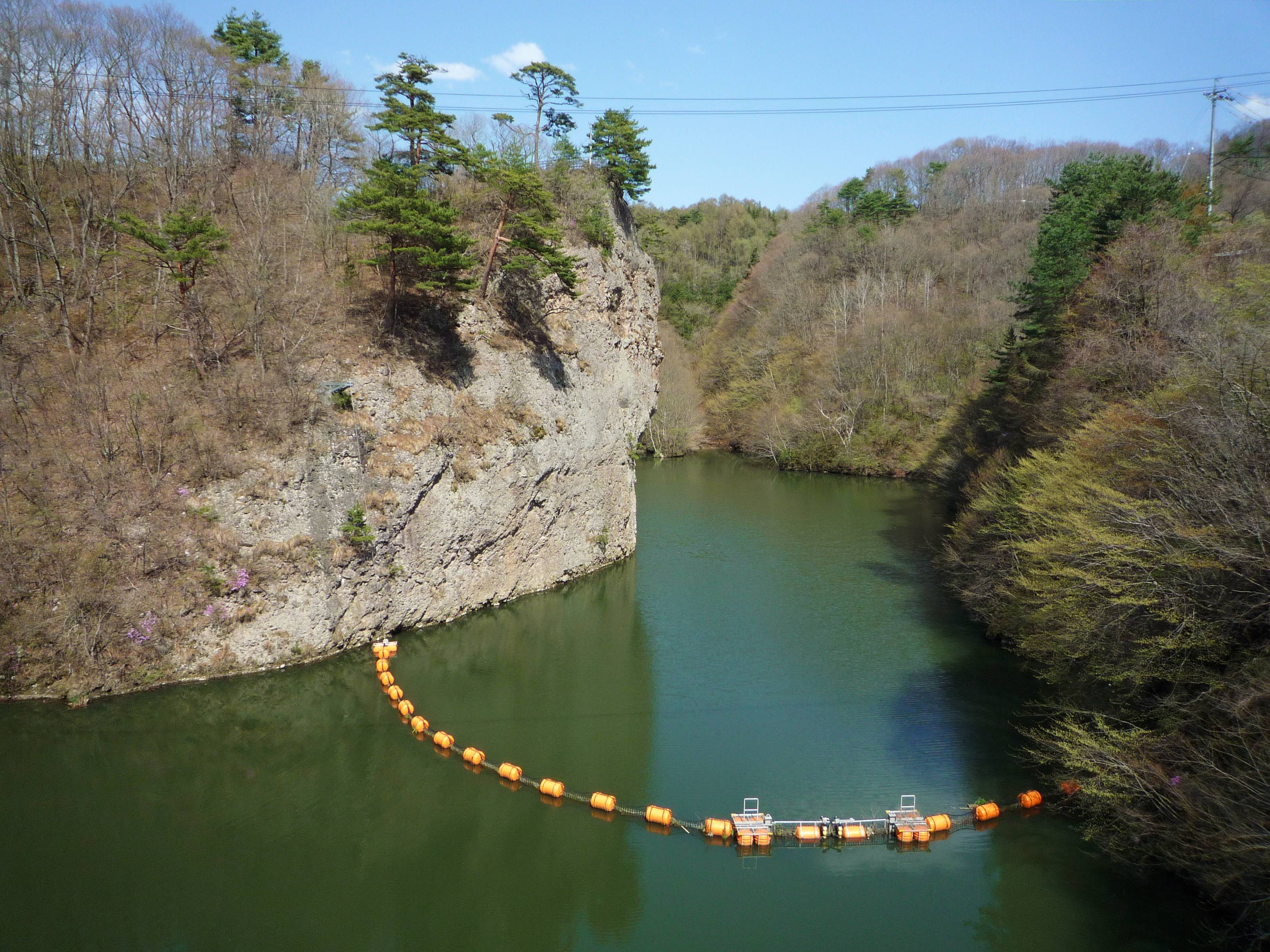
湯川渓谷（湯川ダム）

- 長野県
  - 小諸市
  - 佐久市
  - 北佐久郡軽井沢町
- 群馬県
  - 吾妻郡嬬恋村

## 歴史

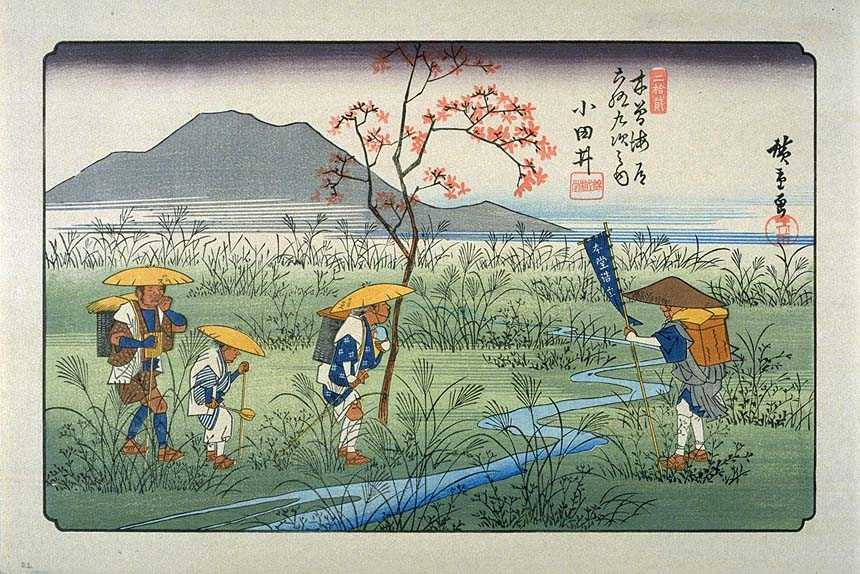
小田井宿

北部の小沼・塩野地域は『和名類聚抄』の小沼郷にあたる。町の南西部の小田井には、中世から小田井城があり、1547年（天文16年）には小田井原の戦いがあった。近世には旧中山道の宿場町の小田井宿が置かれ、本陣、脇本陣、問屋などが設けられて栄えた。

### 沿革
- 1956年（昭和31年）9月30日 - 北佐久郡御代田村・小沼村・伍賀村が合併して発足[3]。
- 1957年（昭和32年）2月1日 - 大字茂沢の一部が軽井沢町、大字御代田の一部（西屋敷・荒田・小田井下宿）が浅間町、大字塩野の一部（乗瀬・水出）が小諸市にそれぞれ編入。
- 1959年（昭和34年）4月1日 - 軽井沢町の一部（大字追分のうち西鰍沢）を編入。
- 1987年（昭和62年）9月25日 - 町民憲章制定[4][注 1]。
- 2018年（平成30年）5月7日 - 町の庁舎を御代田町大字御代田2464-2から御代田町大字馬瀬口1794番地6[5]へ移転。

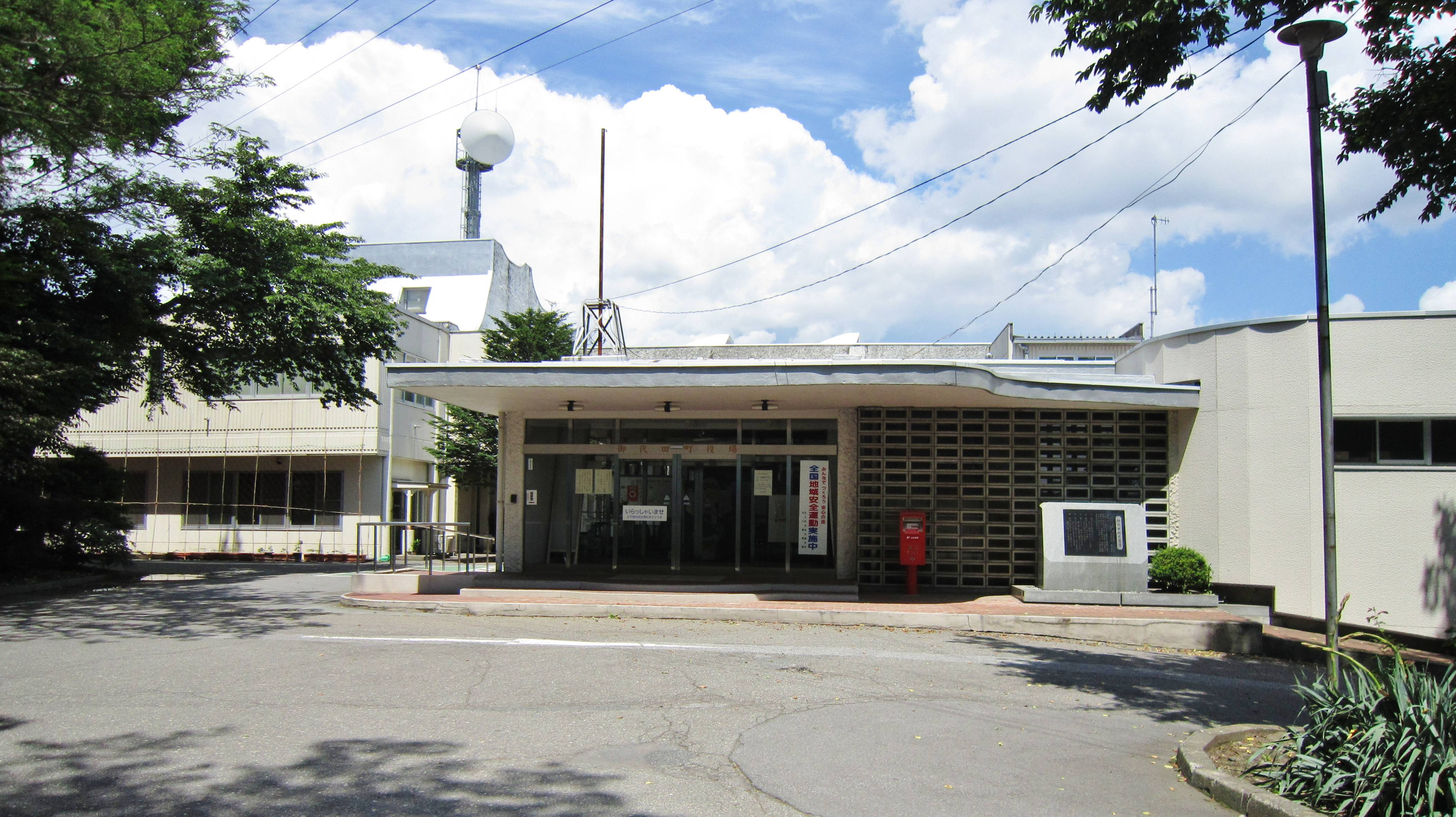
旧御代田町役場庁舎

## 人口
| |                                          |  |
| 御代田町と全国の年齢別人口分布（2005年） | 御代田町の年齢・男女別人口分布（2005年） |  |
| ■紫色 ― 御代田町 ■緑色 ― 日本全国 | ■青色 ― 男性 ■赤色 ― 女性                |  |
| 御代田町（に相当する地域）の人口の推移 \| 1970年（昭和45年） \| 8,708人 \| \| \| 1975年（昭和50年） \| 9,336人 \| \| \| 1980年（昭和55年） \| 9,851人 \| \| \| 1985年（昭和60年） \| 11,260人 \| \| \| 1990年（平成2年） \| 11,895人 \| \| \| 1995年（平成7年） \| 12,573人 \| \| \| 2000年（平成12年） \| 13,412人 \| \| \| 2005年（平成17年） \| 14,124人 \| \| \| 2010年（平成22年） \| 14,738人 \| \| \| 2015年（平成27年） \| 15,184人 \| \| \| 2020年（令和2年） \| 15,555人 \| \| |                                          |  |
| 総務省統計局 国勢調査より |                                          |  |
| 1970年（昭和45年） | 8,708人                                  |  |
| 1975年（昭和50年） | 9,336人                                  |  |
| 1980年（昭和55年） | 9,851人                                  |  |
| 1985年（昭和60年） | 11,260人                                 |  |
| 1990年（平成2年） | 11,895人                                 |  |
| 1995年（平成7年） | 12,573人                                 |  |
| 2000年（平成12年） | 13,412人                                 |  |
| 2005年（平成17年） | 14,124人                                 |  |
| 2010年（平成22年） | 14,738人                                 |  |
| 2015年（平成27年） | 15,184人                                 |  |
| 2020年（令和2年） | 15,555人                                 |  |

## 行政
- 町長：小園拓志（2019年2月28日就任・2期目）

## 議会

### 町議会
- 町議会議長：荻原謙一
  - 議員定数：14人（任期 - 2025年9月）

### 長野県議会
2023年長野県議会議員選挙
- 選挙区：佐久市・北佐久郡選挙区
- 定数：4人
- 投票日：2023年4月9日
- 当日有権者数：117,053人
- 投票率：44.40％

| 候補者名 | 当落 | 年齢 | 所属党派   | 新旧別 | 得票数   |
| -------- | ---- | ---- | ---------- | ------ | -------- |
| 花岡賢一 | 当   | 43   | 無所属     | 現     | 11,164票 |
| 大井岳夫 | 当   | 46   | 自由民主党 | 現     | 10,744票 |
| 小山仁志 | 当   | 47   | 無所属     | 現     | 10,253票 |
| 藤岡義英 | 当   | 51   | 日本共産党 | 元     | 9,996票  |
| 竹花美幸 | 落   | 57   | 自由民主党 | 現     | 9,140票  |

2019年長野県議会議員選挙
- 選挙区：佐久市・北佐久郡選挙区
- 定数：4人
- 投票日：2019年4月7日
- 当日有権者数：116,508人[6]
- 投票率：50.96％

| 候補者名 | 当落 | 年齢 | 所属党派   | 新旧別 | 得票数   |
| -------- | ---- | ---- | ---------- | ------ | -------- |
| 大井岳夫 | 当   | 42   | 自由民主党 | 新     | 12,693票 |
| 花岡賢一 | 当   | 39   | 無所属     | 現     | 11,285票 |
| 小山仁志 | 当   | 43   | 無所属     | 現     | 11,264票 |
| 竹花美幸 | 当   | 53   | 無所属     | 新     | 8,716票  |
| 藤岡義英 | 落   | 47   | 日本共産党 | 現     | 8,603票  |
| 市川将明 | 落   | 38   | 無所属     | 新     | 6,093票  |

### 衆議院
- 選挙区：長野3区（上田市、小諸市、佐久市、千曲市、東御市、南佐久郡、北佐久郡、小県郡、埴科郡）
- 任期：2021年10月31日 - 2025年10月30日
- 投票日：2021年10月31日
- 当日有権者数：399,168人
- 投票率：59.32％

| 当落 | 候補者名 | 年齢 | 所属党派                            | 新旧別 | 得票数    | 重複 |
| ---- | -------- | ---- | ----------------------------------- | ------ | --------- | ---- |
| 当   | 井出庸生 | 43   | 自由民主党                          | 前     | 120,023票 | ○    |
| 比当 | 神津健   | 44   | 立憲民主党                          | 新     | 109,179票 | ○    |
|      | 池高生   | 53   | NHKと裁判してる党弁護士法72条違反で | 新     | 3,722票   | ○    |

## 政府所管法人

### 国立研究開発法人
- 農業・食品産業技術総合研究機構（農研機構）管理本部（池の台管理部御代田事業場）[7]
- 農研機構畜産研究部門山地放牧研究拠点

## 経済

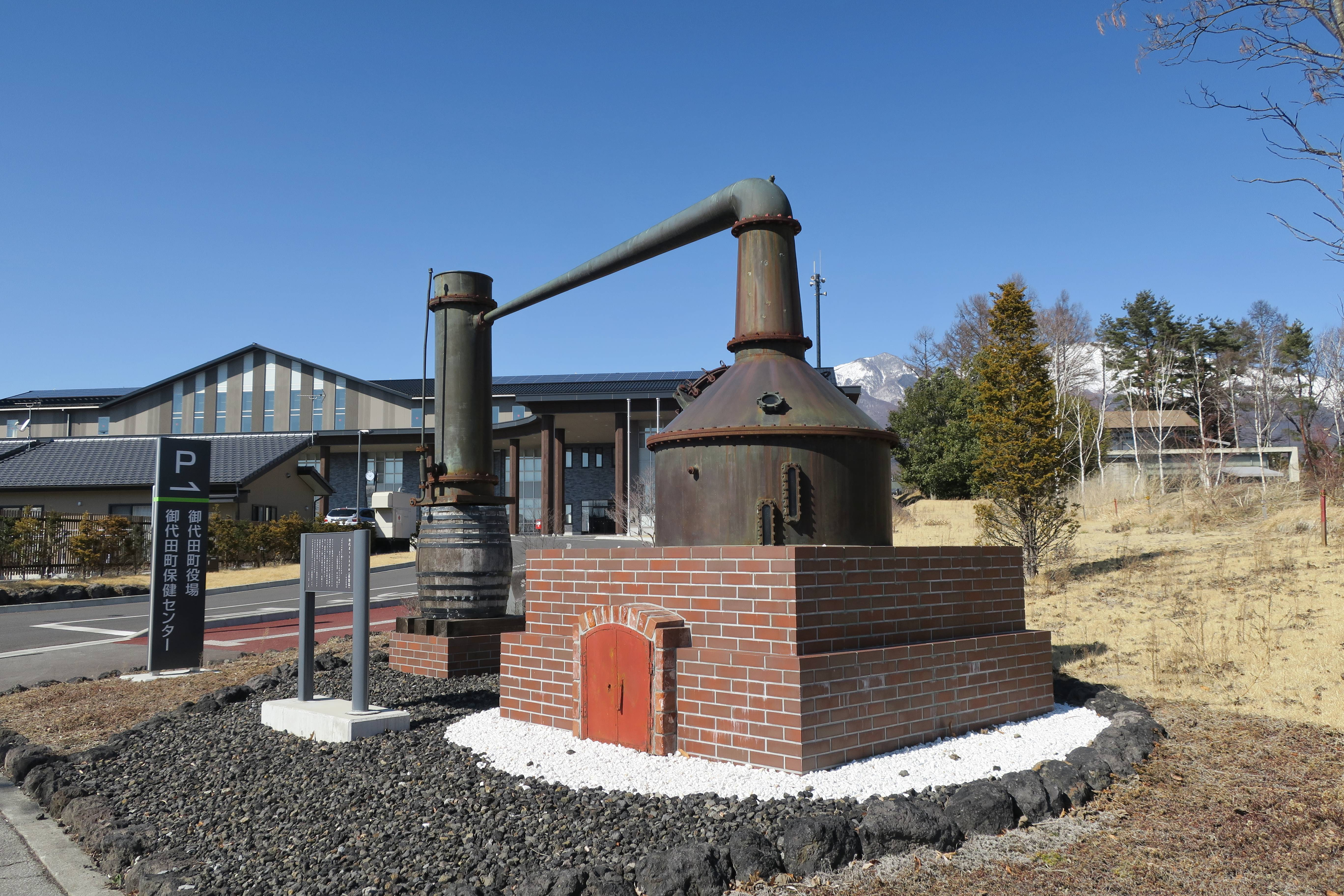
1950年式ポットスチル（単式蒸留器）

気候風土に適した精密工業、食品工業が盛ん。高原野菜の産地としても知られる。近年は、西軽井沢高原御代田として、避暑地、別荘地化もめざましい。
腕時計用ムーブメントのMIYOTAは、同町の地名が由来であり、業界では世界的な知名度を誇る。

### 産業
農業は、1960年頃より稲作からキャベツ、ハクサイへ、1965年頃からはレタス栽培が盛んとなった。工業は、1955年頃より工場誘致を行った。かつてはメルシャンが軽井沢蒸留所を所有したことあったが、閉鎖された。下記に列挙するように精密機械メーカーが集積している。
- ミネベアミツミ本社、軽井沢工場
- シチズンファインデバイス御代田事業所
- シチズンマシナリー本社工場
- 日穀製粉軽井沢工場
- 濱野皮革工藝（東京ブラウス）軽井沢工場
- レーマン製菓（ブルボン傘下）軽井沢工場
- 内堀製作所長野工場

## 地域

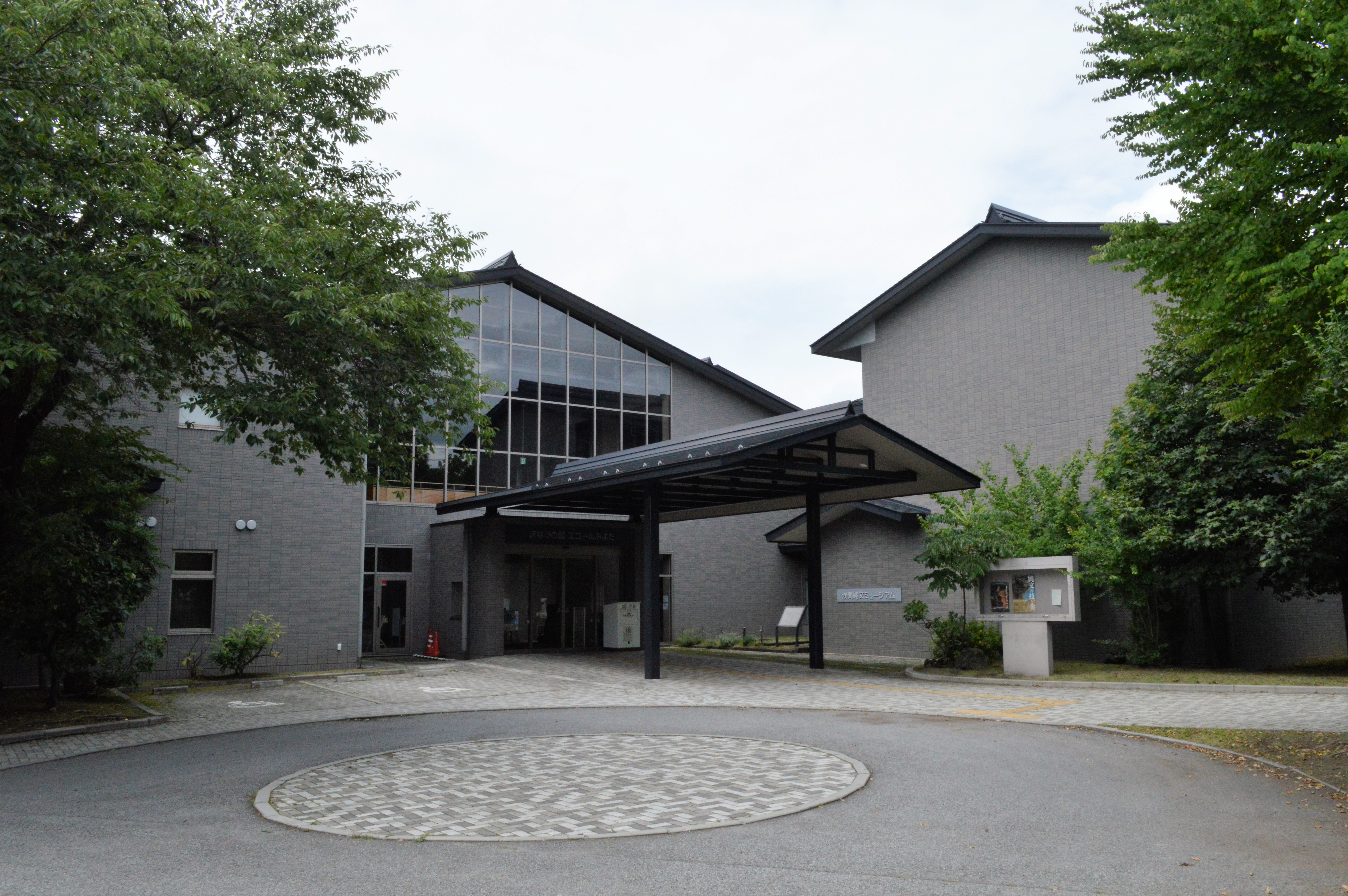
エコールみよた
多目的ホール・教育委員会・公民館・御代田町立図書館・浅間縄文ミュージアムが入居する複合施設。

### 学校教育
- 御代田町立御代田中学校
- 御代田町立御代田北小学校
- 御代田町立御代田南小学校

### 社会教育
- 御代田町立図書館
- 浅間縄文ミュージアム

## 交通

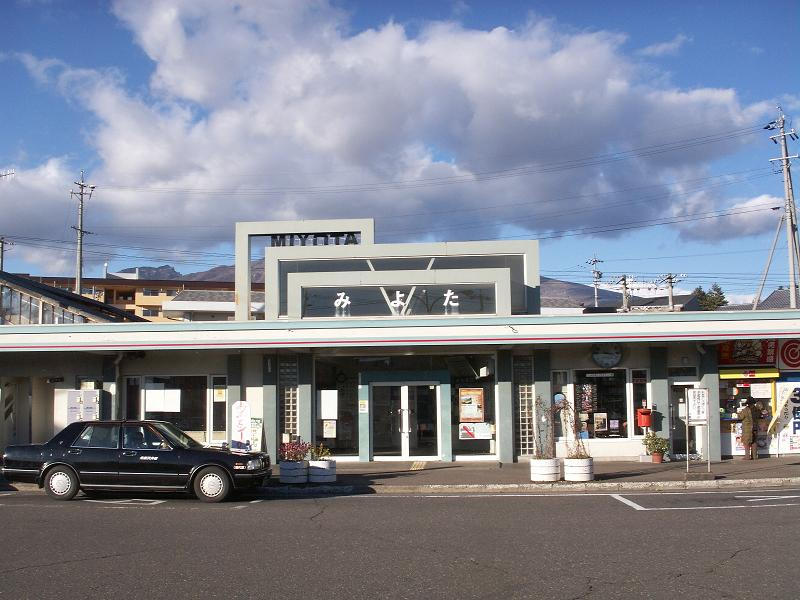
御代田駅

### 鉄道路線
しなの鉄道
- しなの鉄道線：御代田駅

### 路線バス
- 千曲バス
  - 佐久御代田線が御代田駅と岩村田駅や浅間総合病院を結ぶ。

### 道路
- 一般国道
  - 国道18号
- 県道
  - 長野県道9号佐久軽井沢線
  - 長野県道80号小諸軽井沢線（浅間サンライン）
  - 長野県道134号馬瀬口小諸線
  - 長野県道135号御代田停車場線
  - 長野県道137号借宿小諸線
  - 長野県道156号草越豊昇佐久線
  - 長野県道157号豊昇茂沢中軽井沢停車場線

## 名所・旧跡・観光スポット・祭事・催事
- 浅間山
- 小田井宿
- 小田井原古戦場
- 真楽寺

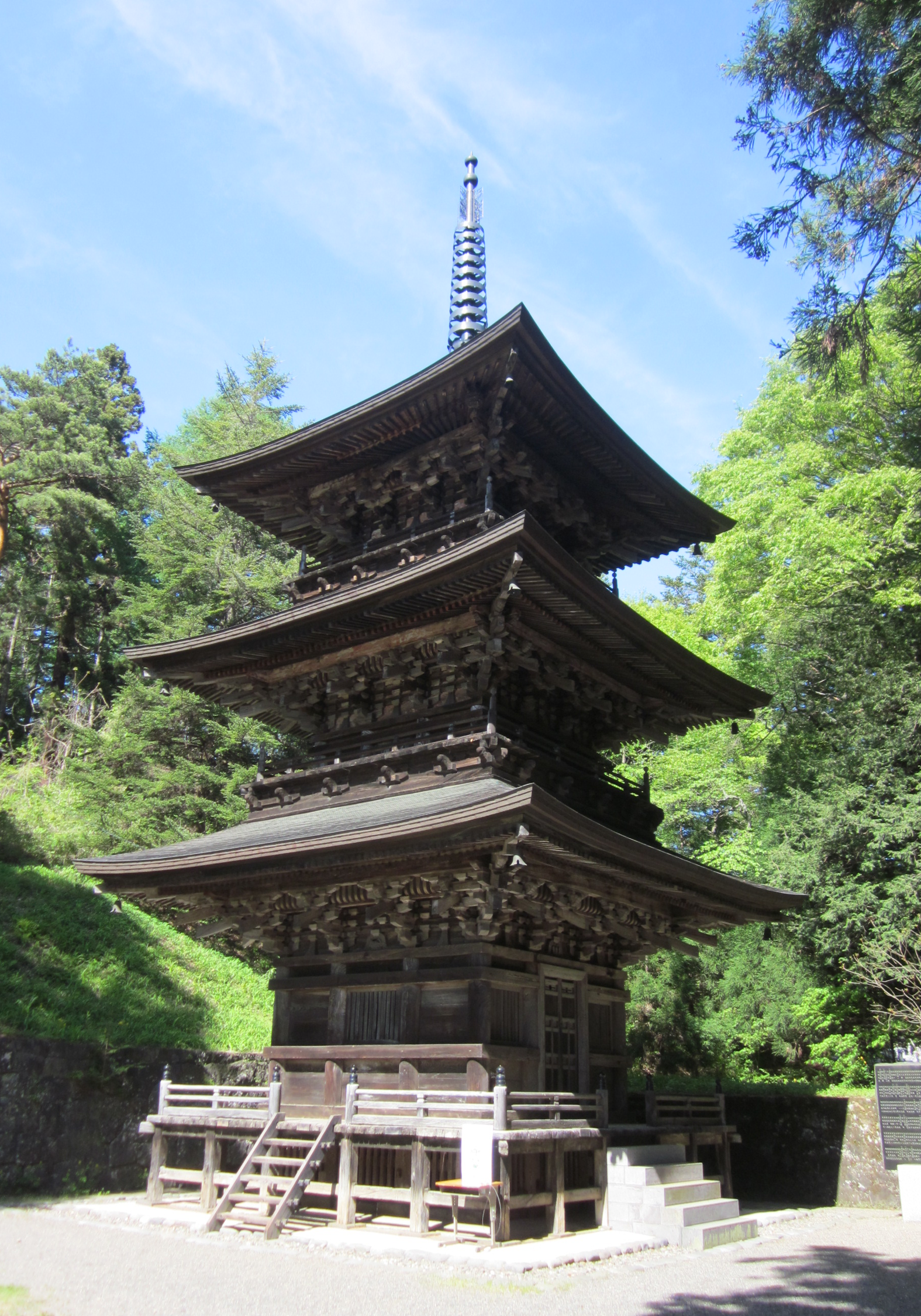
真楽寺三重塔

- 浅間縄文ミュージアム（重要文化財焼町土器）
- 大谷地鉱泉
- 草越の寒の水（長野県の無形民俗文化財）
- 龍神まつり
- 御代田町交通記念館
- 雪窓公園

## 関連有名人

### 出身者
- 佐久昇染太（元力士）
- 山浦麻葉（カーリング選手）
- 安藤千伽奈（元NGT48、御代田町ふるさと大使）[8]

### 別荘所有者
- 武満徹（作曲家）
- 吉田正（作曲家）
- 鶴田錦史（琵琶演奏家）
- 水尾比呂志（美術史家）
- 柳宗理（インダストリアルデザイナー）
- 勝井三雄（グラフィックデザイナー）
- 杉浦康平（グラフィックデザイナー）
- 早崎治（写真家）
- 秋山庄太郎（写真家）
- 福島辰夫（写真評論家）
- 丹野雄二（映画監督）
- 伊東光晴（経済学者）
- 邱永漢（実業家）

## 備考
- 1996年に本州初のカーリング専用ホールである「カーリングホールみよた」（御代田町草越1173-141）が完成。以来、隣町である軽井沢町とともに、本州におけるカーリングの中心地となっている。
- 2002年7月、島谷ひとみによるカバーの影響で当時リバイバルヒットになっていた「亜麻色の髪の乙女」などで知られるグループサウンズバンドのヴィレッジ・シンガーズのボーカリスト・清水道夫の名を騙った男（当時53歳）が、「信州御代田龍神まつり」主催者の同町駅前商店会から謝礼15万円をだまし取るなどの詐欺の疑いで長野県警佐久署に逮捕される事件が発生。犯人の男は、同年7月下旬に開催された前夜祭における「町民カラオケ大会」で審査委員長を務め、西軽井沢ケーブルテレビに生中継される中で、約820人もの観客の前で「亜麻色の髪の乙女」の歌唱も披露したが、その顔は清水本人とは似ても似つかぬ顔立ちだったため、清水の知人であった地元住民の報告を受けて、この事実が発覚した。ただし、事件の報道を受けて行われた取材の中で、ヴィレッジシンガーズのメンバーである林ゆたかは、犯人の歌声については「ギャラとるだけあってうまかった」と苦笑いを浮かべつつも高く評価していたという[9]。翌年、騒動の余波もあって再結成したヴィレッジシンガーズが、主催者の一人である西軽井沢ケーブルテレビの依頼で「信州御代田龍神まつり」の前夜祭にゲスト出演し、ライブを行った。2016年にはこの騒動の一部始終が『ナニコレ珍百景』（テレビ朝日）で取り上げられた[10]。